# Nalliers (Vendeia)
Nalliers é uma comuna francesa na região administrativa da Pays de la Loire, no departamento de Vendéia. Estende-se por uma área de 33,61 km². Em 2010 a comuna tinha 2 353 habitantes (densidade: 70 hab./km²).